# Oberhaag
Oberhaag (tiếng Slovenia: Osek) là một đô thị thuộc huyện Leibnitz trong bang Steiermark, nước Áo. Đô thị Oberhaag có diện tích 35,89 km², dân số cuối năm 2005 là 323 người.